# Bilard

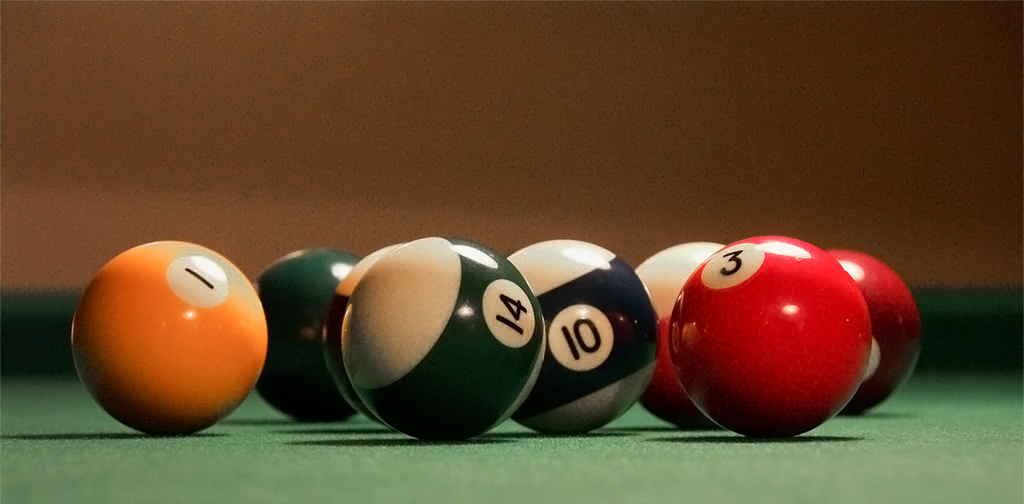
Bile – kule bilardowe.

Bilard (ang. billiards, pool) – rodzaj gier rozgrywanych na pokrytym suknem stole. Najczęściej gra polega na uderzaniu bil, czyli kul wykonanych z odpowiedniego materiału o określonych parametrach, za pomocą kija i wbijaniu ich do łuz (zwanych czasem kieszeniami), czyli otworów w stole, choć istnieją też odmiany bilardu rozgrywane na stole pozbawionym łuz. Istnieje wiele gier bilardowych, które różnią się zasadami, rozmiarami stołu, liczbą używanych bil, ich oznaczeniami (np. kolorami i numerami) itp. Zazwyczaj w grze uczestniczą dwie osoby, rozgrywające bile na przemian, wykonujące ruchy do popełnienia pierwszego błędu.
Istnieją trzy główne rodzaje gier bilardowych:
- karambol (tzw. bilard francuski) – gry rozgrywane na stołach bez łuz, zazwyczaj o długości 10 stóp, w tym balkline i straight rail, cushion caroms, three cushion, bilard artystyczny i czwórka;
- pool (tzw. bilard amerykański) – obejmujący wiele gier bilardowych na ogół rozgrywanych na stołach z sześcioma łuzami o długości 7, 8 lub 9 stóp, w tym między innymi ósemka (najpopularniejsza), dziewiątka (dominująca gra zawodowa), trójka, szóstka, siódemka, dziesiątka, czternaście plus jeden (poprzednio dominująca gra zawodowa), rotacja, one-pocket i bank pool;
- snooker, bilardy angielskie i ruska piramida – gry rozgrywane na stole bilardowym z sześcioma łuzami, najczęściej o długości 12 stóp, klasyfikowane oddzielnie od pool na podstawie odrębnego rozwoju historycznego, aspektu kulturowego i terminologii stosowanej w grze.

Istnieją również gry podobne do bilardu, które wykorzystują dodatkowe przeszkody i cele, a także rozgrywane przy pomocy krążków zamiast bil (np. novuss).

## Historia
Bilard ma długą historię zaczynającą się od jego powstania w XV wieku. Początkowo grano na stołach bez otworów, ograniczonych całkowicie bandami, z czasem wprowadzono łuzy. Od tej pory głównym celem gry było trafianie bilami do łuz.
Pierwszą publikacją o bilardzie był wydany w Londynie w 1674 r. traktat „Gracz doskonały”. Autorem tej pozycji był Charles Cotton.

## Kije
Kije bilardowe są wykonywane najczęściej z drewna (głównie klonu) poprzez toczenie. Kij jest okrągły w przekroju i zwęża się, aby uzyskać odpowiednie właściwości. Są lakierowane i mogą być bogato zdobione, np. intarsją.
W przypadku standardowego kija do gier typu pool wyróżnia się następujące części (od grubszego końca):
- odbijak (bumper) – gumowa albo plastikowa część opierająca się o podłogę; chroni także kij przed uderzeniami o ściany w małym pomieszczeniu; może posiadać gwint do mocowania elementów przedłużających kij;
- rączka (butt) – najgrubszy element; połączona stalowym albo drewnianym gwintem ze szczytówką;
- oplot (wrap) – wykonany z grubej nici, gąbki albo nylonu; nakładany w miejscu, w którym trzyma się kij ręką wykonującą uderzenie;
- gwint (pin) – drewniany albo stalowy; łączy rączkę i szczytówkę; każdy producent kijów bilardowych stosuje swoje własne charakterystyczne gwinty;
- szczytówka (shaft) – górna, węższa część kija o średnicy ok. 11–13 mm;
- ferrula (ferrule) – pierścień, najczęściej z tworzywa, łączący szczytówkę z kapką;
- kapka (tip) – element kija mający kontakt z bilami; wykonana z jednej lub wielu sprasowanych ze sobą warstw skóry; przyklejana lub przykręcana do ferruli.

Kije snookerowe są na ogół jednoczęściowe, posiadają kapkę o mniejszej średnicy oraz metalową ferrulę.
Istnieją także kije przeznaczone specjalnie do rozbijania bil i wykonywania skoków. Są one krótsze i lżejsze od standardowych kijów oraz bywają wykonane z materiału innego niż drewno (często aluminium lub włókno węglowe). Kapka wykonana jest najczęściej z żywicy fenolowej i stanowi jedną część z ferrulą.
Gracze używają kredy, którą pokrywają kapkę kija, by zwiększyć przyczepność przy kontakcie z bilą podczas uderzenia.

## Bile
Początkowo bile były wykonywane m.in. z gliny, bakelitu, celuloidu, krystalitu, kości słoniowej, stali i drewna. Głównym materiałem od 1627 aż do początku XX wieku była kość słoniowa. Pogoń za jej substytutem nie brała się z motywacji ekologicznych, lecz ekonomicznych. Była ona też w części pobudzana przez nowojorskich producentów bil, którzy ogłosili nagrodę 10000 dolarów za wynalezienie substytutu kości słoniowej. Pierwszym opłacalnym materiałem okazał się celuloid, wynaleziony przez Johna Wesleya Hyatta w 1868 roku, ale był łatwopalny i groził eksplozją podczas produkcji. Obecnie bile wykonuje się głównie z żywic fenolowych. Są to tworzywa sztuczne o wysokiej odporności na pękanie i odpryskiwanie.

## Stoły
Stoły do gry w bilard są zazwyczaj prostokątne, o stosunku boków 1 do 2. W stołach z łuzami, znajdują się one najczęściej w rogach oraz pośrodku każdej z dwóch długich band (łącznie 6 łuz). Stoły standardowo mają wielkości 6, 7, 8, 9, 10 oraz 12 stóp (długość dłuższej krawędzi).

### Schemat standardowego stołu do gry w bilard amerykański (pool)
Oznaczenia:
- kitchen – pole bazy;
- foot spot – punkt główny stołu;
- head string – linia bazy.

## Trójkąt
Ramka w kształcie trójkąta, zazwyczaj wykonana z tworzywa, metalu lub drewna. Służy do ścisłego ustawienia bil na stole przed początkiem rozgrywki. Występuje również „trójkąt” do gry w dziewiątkę o kształcie rombu, oraz do gry w siódemkę o kształcie sześciokąta. W grze turniejowej zamiast standardowego trójkąta bywają wykorzystywane cienkie szablony z tworzywa, na których ustawia się bile. System otworów w szablonie zmusza bile do ścisłego przylegania do siebie.

## Zagrania
- Massé
- Dubel (snooker)
- Shot to nothing
- Wózek (snooker)
- Wszystko albo nic (snooker)
- Cofnięcie
- Bila odstawna
- Hit and hope

## Gry bilardowe
- Bilardy francuskie – stół ma wymiar 5 na 10 stóp i nie posiada łuz. W grze występuje niewielka liczba bil.
  - Angle game
  - Balkline
  - Bilard artystyczny
  - Boccette
  - Crokinole
  - Czwórka
  - Five-pins
  - Karambol
  - Karambol 3-bandowy
  - Novuss
  - Straight rail
  - Yotsudama
  - Three Cushion

- Bilardy amerykańskie, tzw. pool – stół prostokątny ma wymiary: 7 (198 х 99 cm), 8 (224 х 112 cm) lub 9 stóp (254 х 127 cm, najpopularniejszy). Posiada 6 łuz położonych w rogach i na środkach dłuższych boków. Bile kolorowe mają średnicę 57,2 mm, są najczęściej ponumerowane od 1 do 15 oraz podzielone na dwie grupy: pełne (solids; jednolitego koloru) i połówki (stripes; białe z kolorowym paskiem). Bila biała może mieć różne średnice (np. 48 mm, 52,4 mm, 57,2 mm i 60,3 mm). Może być wykonana w wersji magnetycznej, stosowanej w stołach zarobkowych (pozwala oddzielić bilę białą, która wraca na stół po wbiciu, od pozostałych bil zatrzymywanych przez automat). Stosuje się w nich ogólne zasady gry obowiązujące we wszystkich grach na stół amerykański, z wyjątkiem tych, które stoją w jawnej sprzeczności ze szczegółowymi zasadami poszczególnych gier.
  - Bank pool
  - Baseball pocket billiards
  - Bowliards
  - Cake pool
  - Casino
  - Chicago
  - Cowboy pool
  - Cribbage pool
  - Crossover
  - Cutthroat
  - Equal offense
  - Czternaście plus jeden (straight pool)
  - Czterdzieści jeden
  - Dziewiątka i jej warianty:
    - Dziesiątka
    - Siódemka
    - Szóstka

  - Flanges
  - Golf
  - Honolulu
  - Indian
  - Killer
  - Line Up
  - Mexican pool
  - One-pocket
  - Ósemka (solid & stripes) i jej warianty:
    - Ósemka angielska (blackball; bez względu na nazwę jest zaliczana do bilardów amerykańskich)
    - Ósemka chińska (bez względu na nazwę jest zaliczana do bilardów amerykańskich)
    - Irish standard pool
    - Piętnaście plus jeden
    - Convergence 8-Ball
    - Pan i pani – (Mr and Mrs) bilard o nierównych zasadach dla dwojga graczy
    - One Fifteen Ball

  - Piętnastka
  - Rotacja
  - Speed pool
  - Tęcza
  - Trójka

- Bilardy angielskie – podobne do bilardu amerykańskiego, jednak używa się stołu o długości 12 stóp (356 х 178 cm) i innego zestawu bil.
  - Snooker
  - Cake

- Bilardy rosyjskie – używa się bil o rozmiarach 60,3 mm lub 68 mm (w zależności od wielkości stołu). Rozmiary stołów oraz rozmieszczenie łuz jest podobne jak w bilardach amerykańskich i angielskich. Łuzy są tylko 2–4 mm większe od bil.
  - Ruska piramida

- Inne
  - kelly – gra ze skórzaną butelką;
  - pokerball – inaczej poker pool; gra z wykorzystaniem kart;
  - bottle pool – gra bilardowa z użyciem specjalnego rekwizytu – skórzanej butelki;
  - skittle pool – gra z pionkami;
  - gałganduch – dawna odmiana bilardu; na środku stołu stawiano „kręgiel z dzwonkiem” (również zwany gałganduchem);
  - zoneball – odmiana bilardu na sześciokątnym stole;
  - bumper pool;
  - bilard barowy;
  - bagatelle;
  - crud – gra bez kijów, rękami;
  - carrom(inne języki) (bilard indyjski)